# Uzunbahçe, Çınar
Uzunbahçe là một xã thuộc huyện Çınar, tỉnh Diyarbakır, Thổ Nhĩ Kỳ.